# Villanova del Ghebbo
Villanova del Ghebbo (Vilanova del Ghebo in veneto) è un comune italiano di 1 959 abitanti della provincia di Rovigo in Veneto, situato ad ovest del capoluogo.

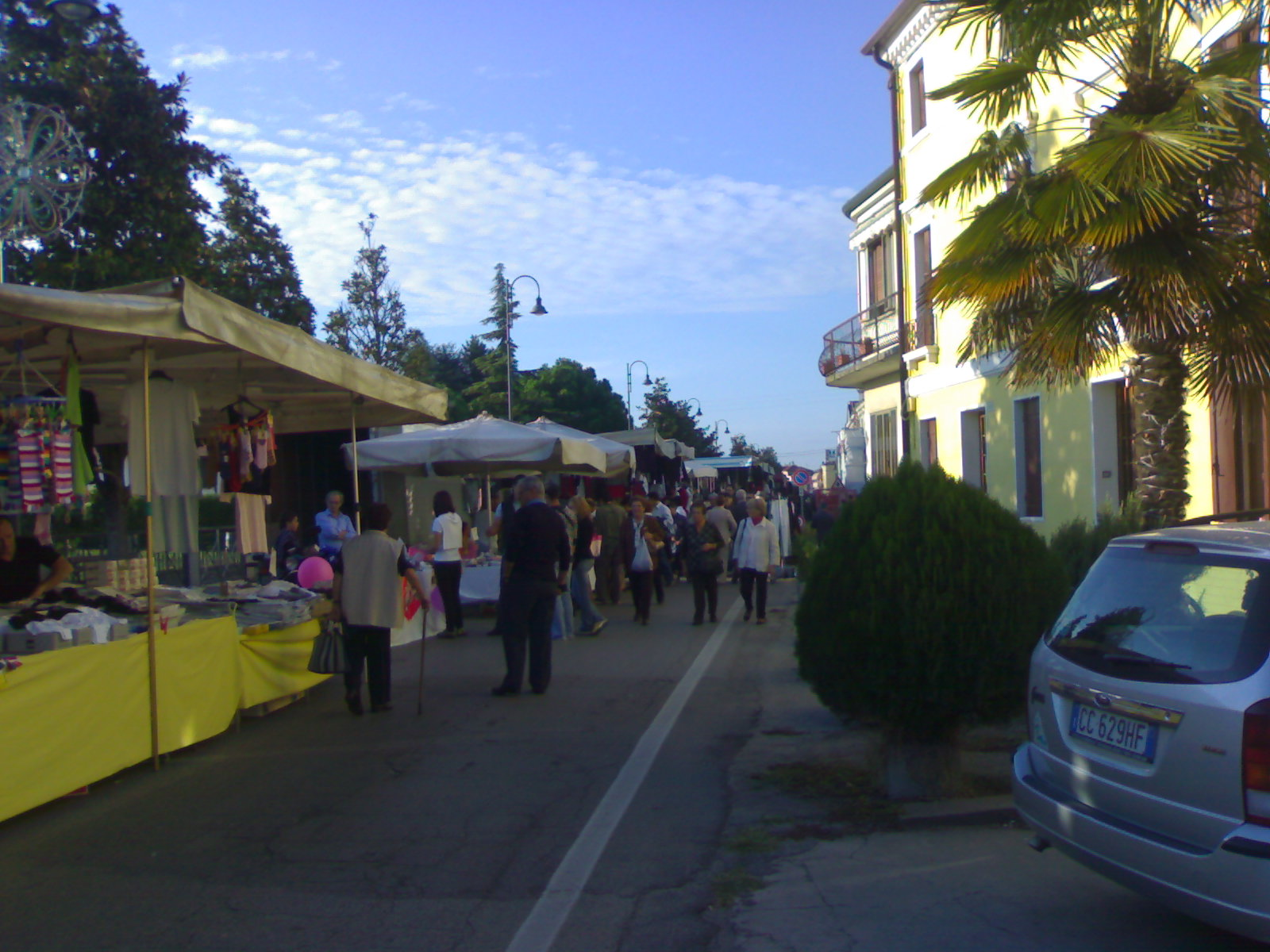
Le bancarelle durante la fiera di San Michele

## Storia
Villanova del Ghebbo è un paese di 2190 abitanti della provincia di Rovigo. È situato lungo la riva sinistra dell'Adigetto, corso d'acqua che fu per secoli una importante via fluviale, e confina con Lendinara, Lusia, Fratta Polesine e Costa di Rovigo. Il territorio comunale, interamente pianeggiante è posto all'altitudine media di 9 m. sul livello del mare, copre una superficie di circa 12 kmq. ed è bagnato, oltre che dall'Adigetto, dalla Rezzinella e dallo Scolo Ceresolo. 
Non si hanno notizie certe sull'origine di Villanova del Ghebbo, ma data la sua posizione attigua a zone (es. Fratta Polesine) ove recenti ricerche archeologiche hanno rilevato numerose testimonianze paleovenete, oltre che romane, si possono congetturare anche per la nostra località remote ascendenze. 
I primi documenti, tuttavia, sono di molto posteriori e risalgono al 727, quando gli abitanti costruirono la chiesetta di San Zenone, in località Valdentro e la borgata fu denominata Villa San Zenone. La chiesetta fu distrutta (918?) da una rovinosa rotta che disalveò l'Adige e formò il letto dell'Adigetto; fu ricostruita a sinistra del nuovo corso d'acqua, nel 1077. Ad oggi è ancora nota come "a sol da piena gòtto" o "da gòtto": alludendo alla sua locazione a destra dal fiume; questo grazie al collocamento sul lato destro - quello del sole - rispetto al canale pieno d'acqua (termine usato in antichità nei paraggi di Venezia). Nel 1198 il territorio di San Zenone fu ceduto dai Ferraresi ai Veronesi che lo munirono di un castello, in località Gazzo o Ghebbo, perché confinava con un corso d'acqua detto Ghebbo. Ed è con il nome di Gazzo che il nostro Comune fu nominato fino al 1500; dopo tale data la comunità di Villanova fu definitivamente indicata come Villanova del Ghebbo. Ai primi del Duecento i Mantovani si appropriarono del Castello, che sarà, nel 1245, occupato e distrutto da Ezelino III da Romano, divenuto podestà di Verona. Da allora, Villanova seguirà le vicende di Lendinara; diverrà comune autonomo solo dopo Campoformio, ma delle sue vicende si sa poco perché quando infierirono le vicende napoleoniche, ai primi dell'Ottocento, gli archivi municipali furono distrutti. L'attuale chiesa costruita tra il 1762 e il 1800 e, per la sua imponenza ed eleganza architettonica, è monumento nazionale. Sul timpano della facciata si erge una statua del Patrono del paese. Villanova del Ghebbo ha un'unica frazione: Bornio, le cui origini sono anteriori al Mille. 

## Monumenti e luoghi d'interesse

### Architetture religiose
- Chiesa di San Michele Arcangelo (XVIII-XIX secolo), posta su Via Roma, la principale via di transito del paese e che costeggia il fiume Adigetto. All'interno sono presenti dipinti e bassorilievi di varia fattura ma sono di particolare interesse artistico gli affreschi ad opera dei pittori Giovanni Canal e del lendinarese d'adozione Tommaso Sciacca.[6]
- Chiesa di San Giuliano Martire (XVII secolo) la chiesa parrocchiale della frazione Bornio.
- Oratorio Santissimo Nome di Maria in località Canova (XVII-XIX secolo). Sito in Via Canova, l'originario edificio venne edificato almeno nella metà del XVII secolo dove, secondo tradizione orale, avvenne una miracolosa apparizione della Vergine Maria. Caratterizzato dalla semplice ma equilibrata architettura, presenta sulla parte sinistra un campaniletto sormontato da una cuspide a cipolla.[7]
- Oratorio dedicato a Maria Addolorata sito tra via Belfiore e via chiesetta.

### Architetture civili
- Palazzo municipale.
- Villa Monti (XVIII secolo), complesso rurale che si compone di tre edifici, la casa padronale, quella dei salariati e le stalle. In questa villa nacquero Giovanni e Giacomo Monti arrestati col gruppo dei carbonari di Fratta Polesine, il cui più noto esponente era il conte Antonio Fortunato Oroboni, tra la fine del 1818 e l'inizio del 1819, per cospirazione contro l'impero austroungarico. I fratelli Monti furono processati e condannati a Venezia il 23 dicembre 1821, Giovanni a morte, pena subito commutata in sei anni di carcere che sconterà a Lubiana, e Giacomo a sei mesi di carcere da scontare a Venezia per mancanza di pesanti prove a suo carico. 13 furono i condannati a morte, pena subito commutata in carcere, tra cui Antonio Oroboni e Francesco Villa che morirono nel carcere-fortezza dello Spielberg (presso Brno nell'attuale repubblica ceca) come descritto da Silvio Pellico ne "Le mie prigioni".

I carbonari di Fratta furono le prime vittime del dominio austriaco nel Lombardo Veneto e il monumento eretto a Fratta a ricordo del loro sacrificio fu il primo monumento in Italia ai patrioti del Risorgimento. Una lapide all'interno del municipio, inaugurata nel 150° dell'unità d'Italia, ricorda Giovanni e Giacomo Monti dei quali gli atti di battesimo custoditi nell'archivio parrocchiale documentano la nascita in Villanova del Ghebbo.
Vedi anche il volume "Antonio Fortunato Oroboni e i carbonari della Fratta" di A.C. Bellettato edito dal Comune di Fratta Polesine nel 1973.

## Società

### Evoluzione demografica
Abitanti censiti

## Amministrazione
| Periodo | Periodo   | Primo cittadino  | Partito                                      | Carica  | Note |
| ------- | --------- | ---------------- | -------------------------------------------- | ------- | ---- |
| 1995    | 1999      | Giuseppe Milani  | Lista Civica                                 | Sindaco |      |
| 1999    | 2004      | Giuseppe Milani  | Lista Civica                                 | Sindaco |      |
| 2004    | 2009      | Fabio Giacometti | Lista Civica                                 | Sindaco |      |
| 2009    | 2014      | Fabio Giacometti | Lista Civica                                 | Sindaco |      |
| 2014    | 2019      | Gilberto Desiati | Lista Civica "Villanova Futura"              | Sindaco |      |
| 2019    | 2024      | Gilberto Desiati | Lista Civica "Villanova Futura"              | Sindaco |      |
| 2024    | in carica | Mauro Verza      | Lista Civica "Rinnoviamo Villanova e Bornio" | Sindaco |      |

## Sport

### Società sportive
Di seguito sono elencate le società sportive per tipologia di sport:
- A.S.D. Villanovese - calcio
- A.S.D. VilCos – pallavolo

### Impianti sportivi
- Comunale calcio - Via Della Libertà 7, Villanova Del Ghebbo;
- Palestra Comunale "G. Falcone e P. Borsellino"